# Foot-Ball Associazione Novara 1927-1928
Questa voce raccoglie le informazioni riguardanti il Foot-Ball Associazione Novara nelle competizioni ufficiali della stagione 1927-1928.

## Stagione
Nella stagione 1927-1928 il Novara disputa il girone B del campionato di Divisione Nazionale. Ha raccolto 21 punti con il sesto posto finale. i biancoazzurri partono bene, nel girone di andata lottano per rimanere nelle zone nobili dei primi quattro posti del girone, poi però alla lunga, perdono le posizioni di privilegio. Il girone B è stato vinto infatti con 27 punti dal Bologna, davanti alla Juventus, all'Inter ed al Casale con 24 punti, tutte quattro promosse al girone finale, composto anche dalle prime quattro squadre del girone A. Lo scudetto in palio è stato vinto dal Torino, per la prima volta, dopo la revoca dello scudetto vinto la scorsa stagione per gli strascichi del caso Allemandi.

## Divise
| Prima divisa |

## Rosa
| N. |                   | Ruolo | Calciatore          |
| -- | ----------------- | ----- | ------------------- |
|    | Italia (bandiera) | P     | Candido De Giovanni |
|    | Italia (bandiera) | D     | Aldo Bonenti        |
|    | Italia (bandiera) | D     | Mario Rabaglio      |
|    | Italia (bandiera) | C     | Angelo Bonelli      |
|    | Italia (bandiera) | C     | Raffaele D'Aquino   |
|    | Italia (bandiera) | C     | Mario Meneghetti    |
|    | Italia (bandiera) | C     | Alberto Pagliarini  |
|    | Italia (bandiera) | C     | Giovanni Pestarini  |
|    | Italia (bandiera) | C     | Piero Ragaglia      |
|    | Italia (bandiera) | A     | Carlo Crotti        |

| N. |                   | Ruolo | Calciatore       |
| -- | ----------------- | ----- | ---------------- |
|    | Italia (bandiera) | A     | A. Ferraris      |
|    | Italia (bandiera) | A     | Carlo Gianelli   |
|    | Italia (bandiera) | A     | Giuseppe Grabbi  |
|    | Italia (bandiera) | A     | Adamo Roggia     |
|    | Italia (bandiera) | A     | Achille Rosina   |
|    | Italia (bandiera) | A     | Giuseppe Ruffina |
|    | Italia (bandiera) | A     | Secondo Tessiora |
|    | Italia (bandiera) | A     | Ignazio Testa    |
|    | Italia (bandiera) | A     | Celso Zanni      |

## Risultati

### Divisione Nazionale - girone B

#### Girone di andata
| Arbitro: | Turbiani (Ferrara) |

|              |           |                                   |
| Bonesini 46’ | Marcatori | 29’ Rosina 54’ D'Aquino 68’ Testa |

| Arbitro: | Sguerso (Vercelli) |

|                      |           |                                 |
| Testa 37’ Rosina 53’ | Marcatori | 10’ (aut.) Bonenti 29’ A. Vojak |

| Casale Monferrato 9 ottobre 1927 3ª giornata | Casale              | 0 – 0 | Novara | Stadio Natale Palli\| Arbitro: \| Montessoro (Torino) \| |
| Arbitro:                                     | Montessoro (Torino) |       |        |                                                          |

| Arbitro: | Garbieri (Genova) |

|                                  |           |             |
| Crotti 26’ Meneghetti 73’ (rig.) | Marcatori | 51’ Bissich |

| Arbitro: | Carraro (Padova) |

|               |           |            |
| V. Crosta 79’ | Marcatori | 16’ Roggia |

| Arbitro: | U. Gama (Milano) |

|                           |           |           |
| Crotti 13’ Meneghetti 17’ | Marcatori | 47’ Alice |

| Arbitro: | Caironi (Milano) |

|                          |           |            |
| Gambogi 18’ Magnozzi 56’ | Marcatori | 20’ Roggia |

| Arbitro: | Dani (Genova) |

|                                  |           |  |
| Grabbi 20’ Crotti 47’ Rosina 69’ | Marcatori |  |

| Arbitro: | Mangano (Milano) |

|               |           |                      |
| Del Ponte 73’ | Marcatori | 30’ Testa 34’ Rosina |

| Arbitro: | Scarpi (Dolo) |

|              |           |  |
| Schiavio 10’ | Marcatori |  |

| 11 dicembre 1927 11ª giornata |  | – Turno di riposo del Novara |  |  |

#### Girone di ritorno
| Arbitro: | Bruna (Venezia) |

|            |           |           |
| Rosina 43’ | Marcatori | 53’ Porta |

| Arbitro: | Osti (Ferrara) |

|                                              |           |                              |
| Munerati 15’, 75’ Bonivento 32’ A. Vojak 78’ | Marcatori | 21’ Rosina 49’, 70’ Gianelli |

| Novara 8 gennaio 1928 14ª giornata | Novara         | 0 – 0 | Casale | Campo di via Lombroso\| Arbitro: \| Lenti (Genova) \| |
| Arbitro:                           | Lenti (Genova) |       |        |                                                       |

| Arbitro: | Carraro (Padova) |

|                                         |           |           |
| Narizzano 5’ Chini 52’, 56’ Bussich 76’ | Marcatori | 67’ Testa |

| Arbitro: | Malagodi (Ferrara) |

|            |           |  |
| Crotti 18’ | Marcatori |  |

| Arbitro: | Lenti (Genova) |

|                                                                |           |            |
| Rier 4’, 37’ (rig.) Piccaluga 17’ Lu. Manzotti 50’ Mazzoni 55’ | Marcatori | 14’ Grabbi |

| Arbitro: | Sguerso (Savona) |

|           |           |  |
| Roggia 7’ | Marcatori |  |

| Arbitro: | Carraro (Padova) |

|                                       |           |  |
| Bernardini 38’, 52’ (rig.) Meazza 72’ | Marcatori |  |

| Arbitro: | Giorgi (Milano) |

|  |           |                    |
|  | Marcatori | 27’, 40’ Del Ponte |

| Arbitro: | Ferro (Milano) |

|                                 |           |  |
| Crotti 5’, 65’, 86’ Ruffina 71’ | Marcatori |  |

| 4 marzo 1928 22ª giornata |  | – Turno di riposo del Novara |  |  |

## Statistiche

### Statistiche di squadra
| Competizione                   | Punti | Totale | Totale | Totale | Totale | Totale | Totale |
| Competizione                   | Punti | G      | V      | N      | P      | Gf     | Gs     |
| ------------------------------ | ----- | ------ | ------ | ------ | ------ | ------ | ------ |
| Divisione Nazionale - girone B | 21    | 20     | 8      | 5      | 7      | 28     | 29     |
| Totale                         | 21    | 20     | 8      | 5      | 7      | 28     | 29     |